# اچ‌ام‌اس اورچیس (کی۷۶)
اچ‌ام‌اس اورچیس (کی۷۶) (به انگلیسی: HMS Orchis (K76)) یک کشتی بود که طول آن ۲۰۵ فوت (۶۲ متر) بود. این کشتی در سال ۱۹۴۰ ساخته شد.